# NGC 4479
NGC 4479 (другие обозначения — UGC 7646, MCG 2-32-100, ZWG 70.134, VCC 1283, PGC 41302) — линзообразная галактика (SB0) в созвездии Волос Вероники.
NGC 4479 — яркая галактика со сложной структурой. Наблюдается рентгеновский источник со светимостью 5,4⋅1037 эрг/с, вероятнее всего, активное ядро.
Этот объект входит в число перечисленных в оригинальной редакции «Нового общего каталога».